# 利姆河
利姆河（黑山語和塞爾維亞語︰），是黑山、塞爾維亞和波斯尼亞和黑塞哥維那的河流，河道全長220公里，是德里納河的右支流和最長的支流，流域面積5,963平方公里，河道里不能航行船隻。

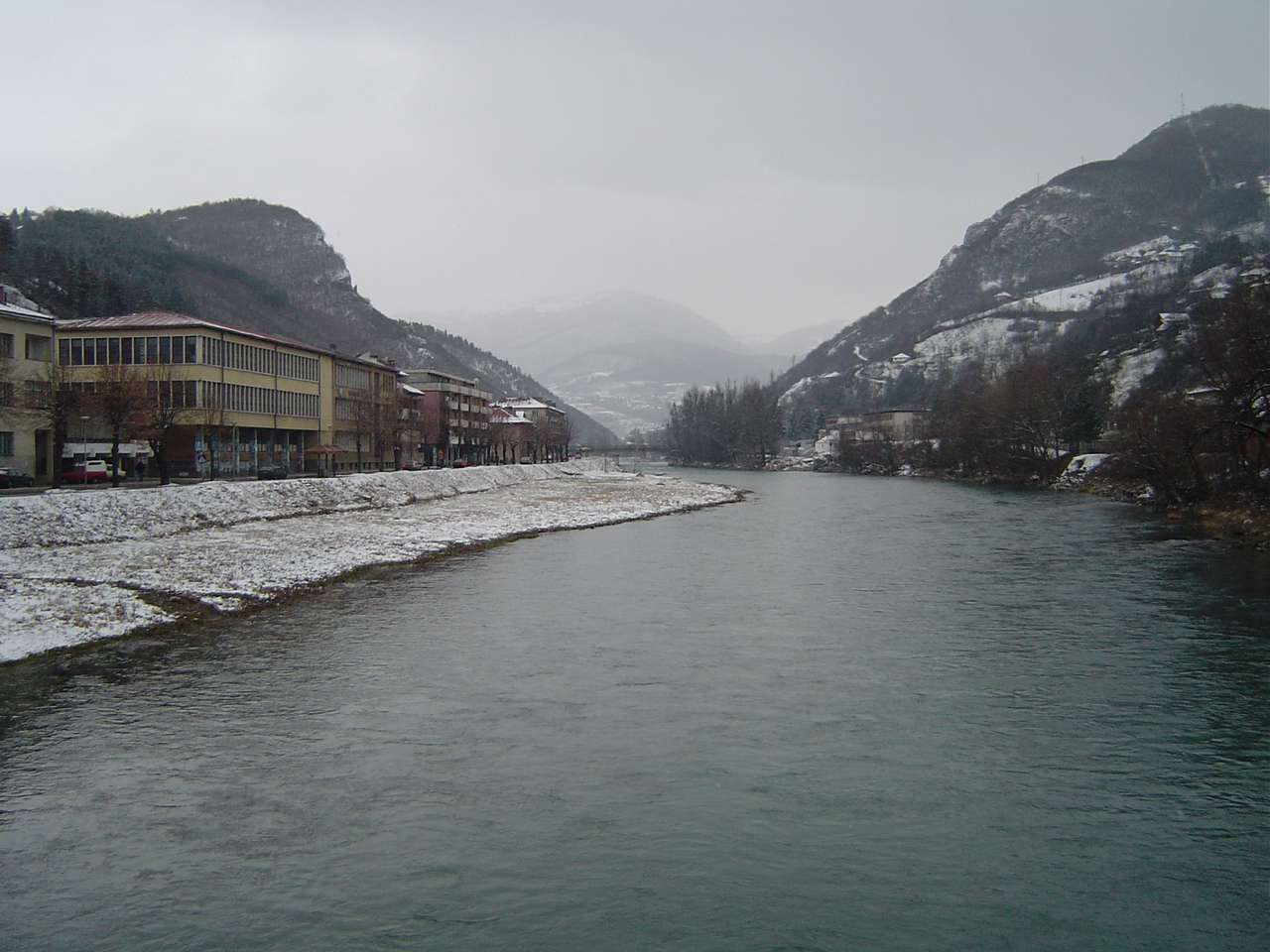
利姆河
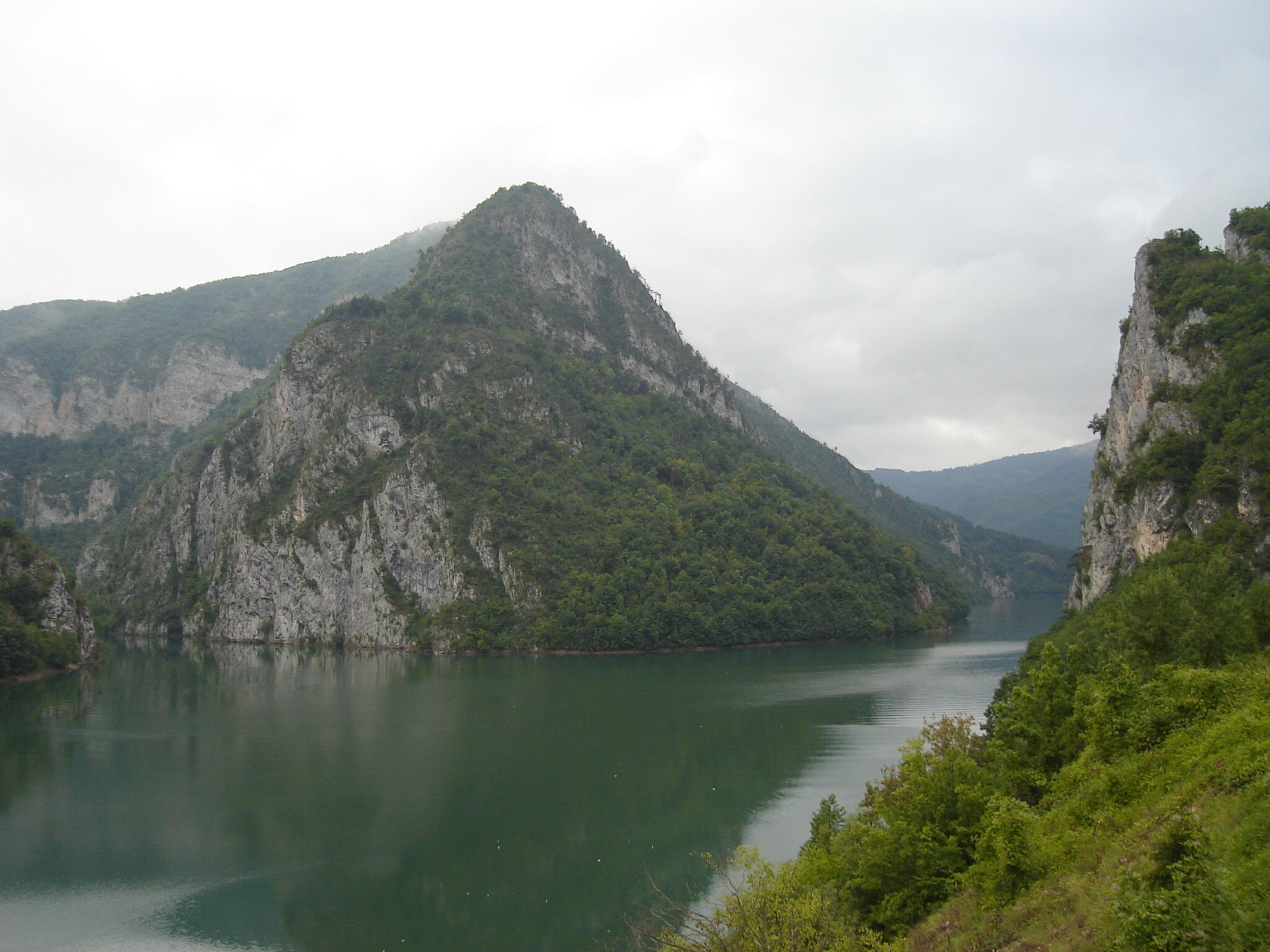
利姆河河口

## 外部連結
- Brodarevo, city built on river Lim （塞爾維亞文）

43°44′02″N 19°12′22″E / 43.734°N 19.206°E